# 토스티그
잉글랜드의 토스티그(1026년? ~ 1066년)은 잉글랜드의 해럴드 2세의 동생으로, 1066년 중순에 스탬퍼드브리지 전투에서 해럴드와 싸우다 패배해 전사했다.

## 같이 보기
- 색슨인
- 바이킹
- 노르만인